# Conus hamanni
Conus hamanni is een in zee levende slakkensoort uit het geslacht Conus. De slak behoort tot de familie Conidae. Conus hamanni werd in 1986 beschreven door Fainzilber & Mienis. Net zoals alle soorten binnen het geslacht Conus zijn deze slakken roofzuchtig en giftig. Zij bezitten een harpoenachtige structuur waarmee ze hun prooi kunnen steken en verlammen.